# Rietput

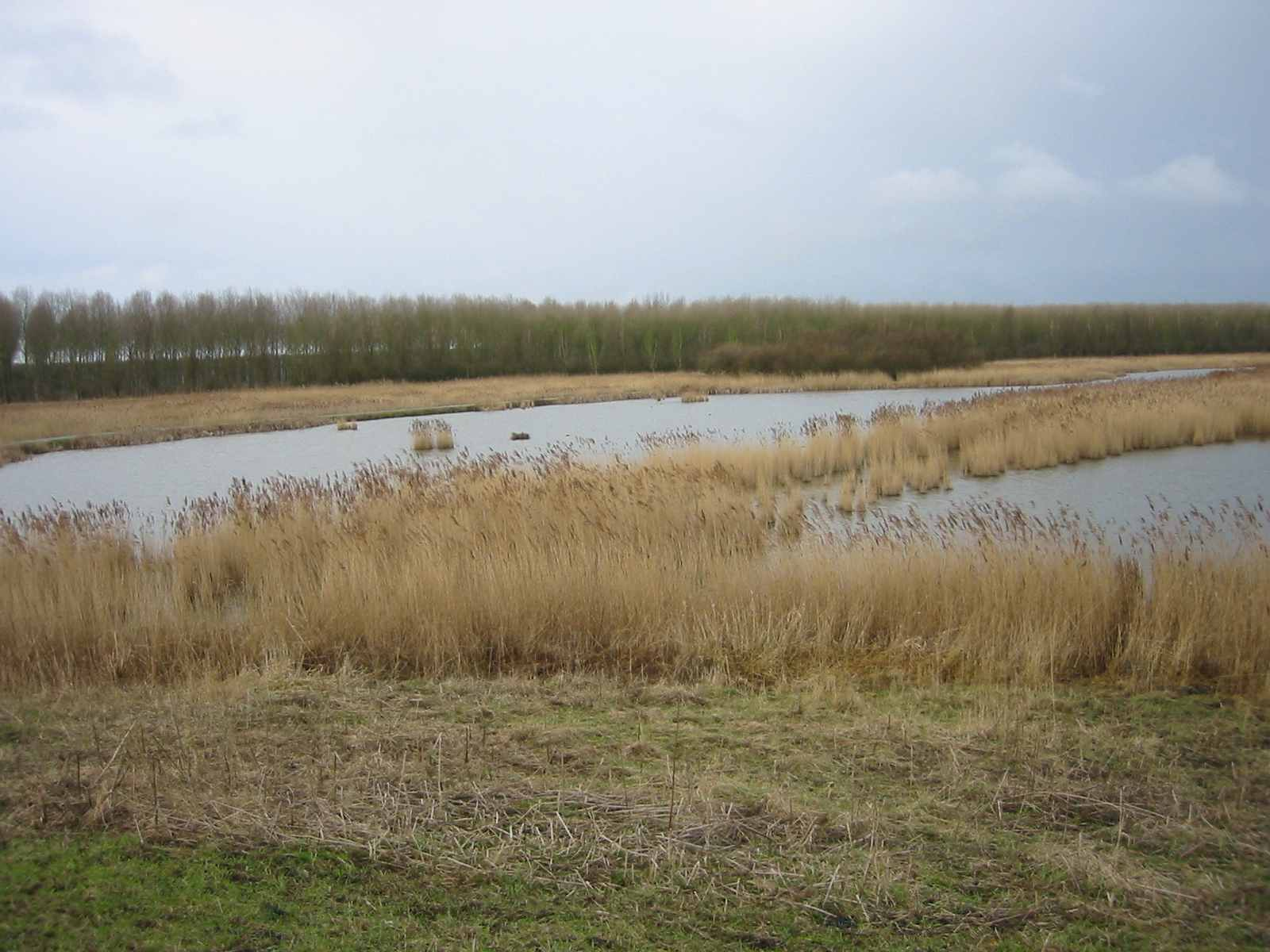

Een rietput is een kleine drassige waterpoel in een natte omgeving.
Rietputten komen voor in moerasachtige biotopen en worden gekenmerkt door een vijverachtig uiterlijk, omzoomd door riet. Sommige rietputten bevatten opstaande wanden waar oeverzwaluwen kunnen nestelen. De flora is een diverse met een mengeling van moerasplanten en waterplanten en een vaak overvloedige mate van voorkomen van diverse vlinders en andere insecten.
Rietputten komen van nature voor, zijn soms ook overblijfselen van eerder ingrijpen van de mens in een bepaald gebied of worden soms ook bewust aangelegd. Zo zijn oudere inmiddels verlaten baggerstortgebieden die niet meer in gebruik zijn zoals bij het Volksbos een plek waar door de landtoevoeging rietputten zijn ontstaan.
Het aanleggen en onderhouden van rietputten is van belang, omdat rietland als biotoop onder druk staat. Door het verdwijnen van riet-biotoop zijn allerlei rietvogels sinds 1950 sterk teruggelopen. Een voorbeeld hiervan is de grote karekiet, die ook in de periode na 1990 nog sterk in aantal is afgenomen. Ook allerlei insecten als de rietluipaard zijn van rietvegetatie afhankelijk. Voor de kwaliteit van het biotoop is het van belang dat er zowel oud als jong riet te vinden is.